# Торбеши
Торбеши (мак. торбеши) — субетнічна група македонського народу. Розмовляють македонською мовою та сповідують іслам. Попри те, що вони у XV–XVIII прийняли іслам, більшість з них не вважає себе албанцями або турками.
Мешкають у західних районах Республіки Македонії — Полозький (громади Гостівар, Маврово і Ростуша), Південно-Західний (громади Дебар, Дебарця, Центар-Жупа, Кичево, Македонськи-Брод) та Скопський регіони, а також у прикордонній з Македонією смузі Албанії (області Дібра, Ельбасан). Загальна кількість торбешів становить 120–200 тис. осіб, з них у Республіці Македонія — 40-80 тис. осіб, в Албанії — 80-120 тис. осіб.